# ماريان براندت (أستاذة جامعية)
ماريان براندت (بالألمانية: Marianne Brandt)‏ هي رسامة ومصورة ألمانية، ولدت في 1 أكتوبر 1893 في كيمنتس في ألمانيا، وتوفيت في 18 يونيو 1983 في Kirchberg, Saxony ‏ في ألمانيا.

## وصلات خارجية
- ماريان براندت على موقع الموسوعة البريطانية (الإنجليزية)